# Bannerman-turákó
A Bannerman-turákó (Tauraco bannermani) a madarak osztályának turákóalakúak (Musophagiformes) rendjébe, ezen belül a turákófélék (Musophagidae) családjába tartozó faj. A faj a legutoljára felfedezett turákóféle, csak 1923-ban írták le.
Korábbi rendszertanok, a család többi tagjával együtt a kakukkalakúak rendjébe sorolták be.

## Előfordulása
A Bannerman-turákó Kamerun endemikus faja. Természetes élőhelye az 1500 m magasság felett elterülő, szubtrópusi vagy trópusi, párás klímájú montán erdők. 
Mai elterjedési területe a kameruni Bamenda-hegyvidéken csak nagyon kis területre szorítkozik. Kisebb populációi léteznek a közeli Mbam hegyen 1700–2950 m magasságban is, melyek talán az egyetlen védelmet nyújtják számára. Becslések szerint élőhelye 1965 és 1985 között 50%-kal csökkent.  Teljes populációjának számát 2500-10 000 közé teszik.

## Megjelenése
Testhossza 40–45 centiméter, testtömege 200–250 gramm. Tollazata sötétzöldből halvány zöldbe megy át teste alsó felén, narancs színű bóbitájáról könnyen felismerhető. Repülés közben jól láthatók élénk bíbor színű szárnyfoltjai. A fiatal egyedek a  kifejlett egyedek fakóbb változatai.
Hangja hasonlít a perzsa turákó jellegzetes hangjára, de annál magasabb és a hangok ismétlődése gyakoribb. Hangja jól megkülönböztethető a perzsa turákóétól, mivel a dal első hangja után rövid szünetet tart. Hangja akár 1 km távolságból is hallható. Éneke a párzási időszakban a leggyakoribb.

## Táplálkozása
Elsősorban gyümölcsöket fogyaszt.

## Természetvédelmi helyzete
Élőhelyének elvesztése miatt veszélyeztetett faj. A Kilum-Ijim erdő területe 1963 és 1986 között felére csökkent, részben erdőtüzek, részben fakitermelés, részben mezőgazdasági célú erdőirtás következtében. A megmaradó erdőfoltokon a kihalás közvetlenül veszélyezteti, mivel nem szeret nyílt területeken átrepülni. Több környezetvédelmi szervezet is küzd megmentéséért.

## Kulturális jelentősége
A Bannerman-turákó fontos szerepet játszik a Kom kultúrában. A tanács emberei turákó tollakkal díszítik magukat, a madár énekét xylofonnal vagy njang hangszerrel utánozzák. Ha valaki meghal egy faluban a njang zenéje hallható három napig.